# Qrendi Tower

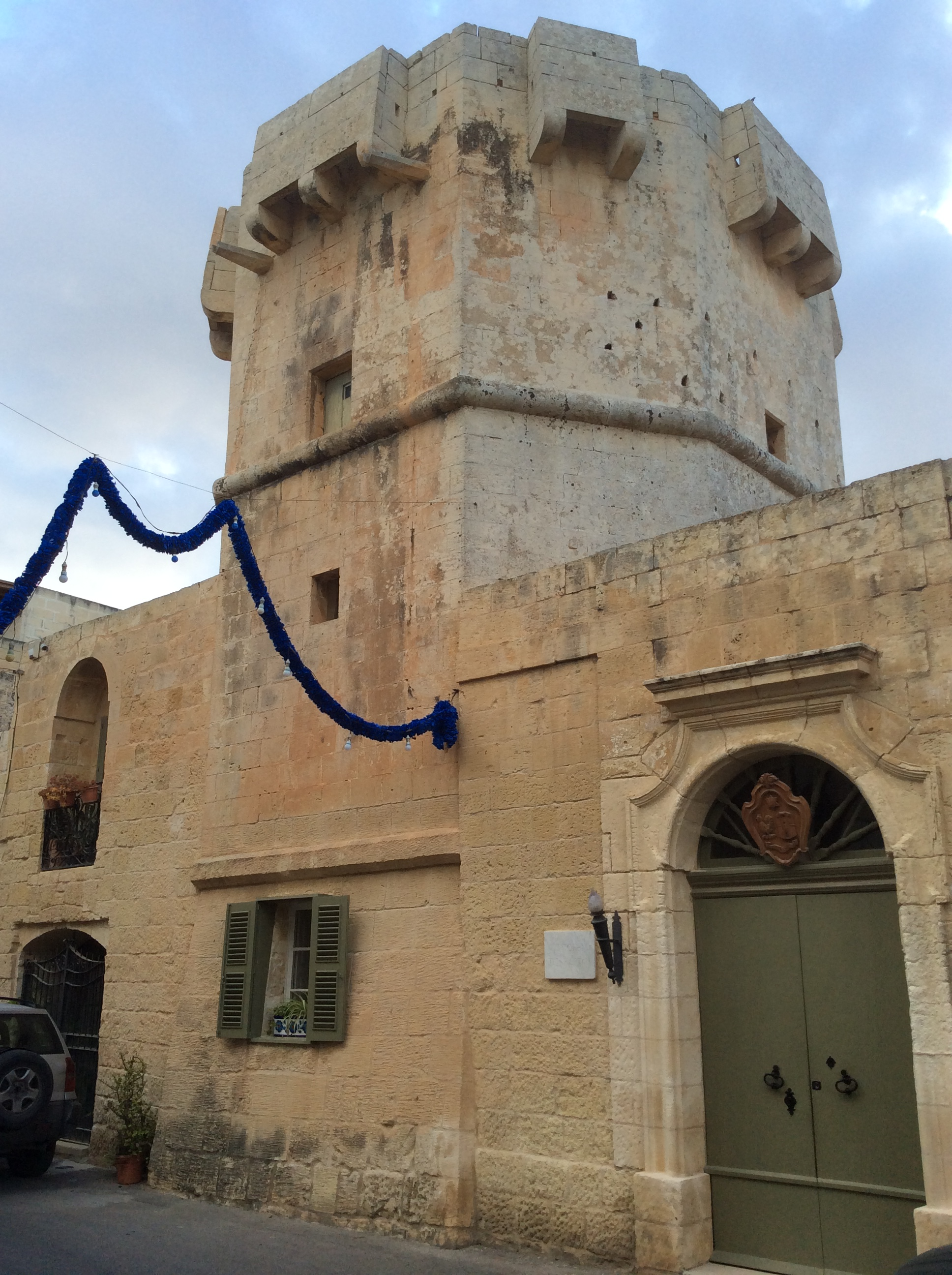
Qrendi Tower (2017)

Der Qrendi Tower (maltesisch Torri tal-Qrendi), auch Cavalier Tower genannt, ist ein Wehrturm in der Ortsmitte der maltesischen Gemeinde Qrendi. Es steht als Grade-1-Bauwerk unter Denkmalschutz.

## Bauwerk
Der Turm erhebt sich – als einziger auf den maltesischen Inseln – auf einem oktagonalen (achteckigen) Grundriss. Er ist umgeben von mehreren anderen Gebäuden, die zum Teil vor der Belagerung von Malta (1565) entstanden sein dürften. Das Bauwerk umfasst drei Geschosse, zwischen dem zweiten und dem dritten Geschoss findet sich ein umlaufendes Gesims mit quadratischem Querschnitt. In jeder der vier Himmelsrichtungen befindet sich ein kleines Fenster. Der Haupteingang zum Turm liegt in einem angrenzenden Gebäude, das ursprünglich eine mittelalterliche Mühle oder auch eine Kapelle war. Über einem der Eingänge zu diesem Raum findet sich als Inschrift die Jahreszahl 1605. Das flache Dach wird von einer steinernen Brustwehr begrenzt, die von sechs Maschikulis unterbrochen ist.
Im Inneren werden die Decken von steinernen Spitzbögen getragen.

## Geschichte
Die Entstehungszeit des Wehrturms ist strittig. Bis zum Ende des 20. Jahrhunderts ging man davon aus, dass das gesamte Bauensemble im 16. Jahrhundert, in der Zeit des Malteserordens, errichtet wurde. Stephen C. Spiteri setzt jedoch aufgrund der baulichen Besonderheiten des Turms die Entstehungszeit wesentlich früher an. Dabei bezieht er sich auf die Überfälle von Korsaren, die Malta bereits seit dem späten 14. Jahrhundert bedrohten, ferner auf die Existenz von älteren Wehrtürmen aus der Zeit vor der Ordensherrschaft wie etwa dem Tarf il-Għarses am Grand Harbour und dem Torre Falca im Landesinneren, der noch bis in das 18. Jahrhundert mit Soldaten besetzt war. Spiteri spricht sich daher für eine Entstehungszeit des Turms zwischen 1380 und 1480 aus. Diese Datierung wird von neueren Publikationen übernommen.

## Nutzung
Das Gebäude steht in Privateigentum und wird als Teil eines Wohnhauses genutzt.